# ورزشگاه سم نوجوما

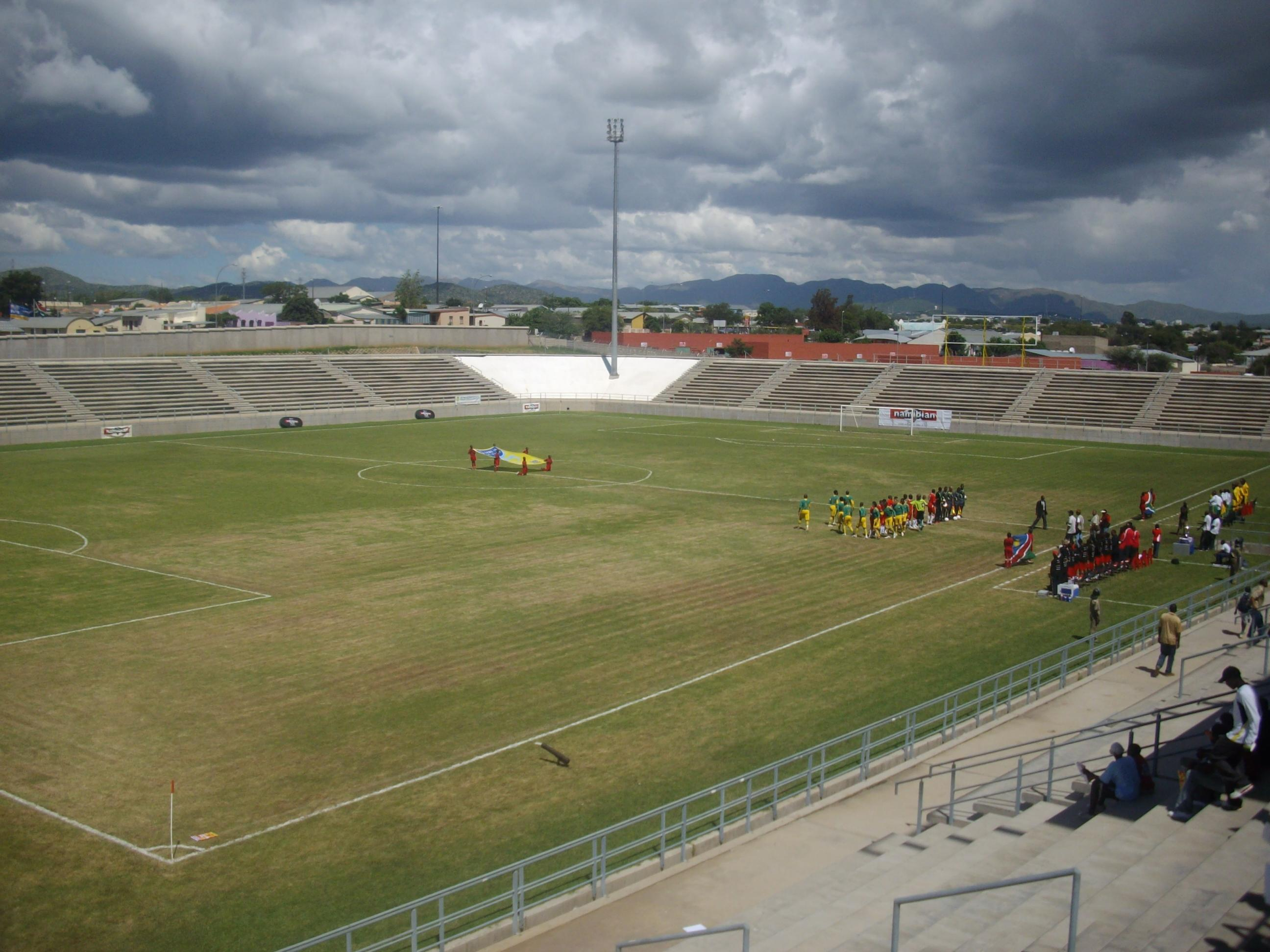
نمایی از ورزشگاه سم نوجوما قبل از بازی تیم های زیر ۲۰ سال نامیبیا و آفریقای جنوبی در ماه مارس ۲۰۰۸

ورزشگاه سم نوجوما ( همچنین با نام های ورزشگاه فوتبال سم نوجوما یا SNSS  ) یک ورزشگاه فوتبال در کاتوتورا، ویندهوک، نامیبیا است. این ورزشگاه ۱۰۳۰۰ نفر ظرفیت دارد و ساخت آن در سال ۲۰۰۵ به پایان رسید.  نام این ورزشگاه از نام رئیس جمهور سابق نامیبیا سم نوجوما گرفته شده است. 
نام این ورزشگاه - همانطور که گفته شده است - نام جدید ورزشگاه استقلال نیست. 